# David Vaughan (Snowboarder)
David Vaughan (* 1981) ist ein ehemaliger kanadischer Snowboarder.

## Werdegang
Vaughan trat international erstmals bei den Juniorenweltmeisterschaften 1998 in Chamrousse in Erscheinung. Dort wurde er Siebter im Riesenslalom. In der Saison 1998/99 nahm er im Mont Sainte-Anne erstmals am Snowboard-Weltcup der FIS teil, wobei er den 33. Platz im Riesenslalom errang und kam bei den Juniorenweltmeisterschaften 1999 auf der Seiser Alm auf den 15. Platz im Parallel-Riesenslalom. In der Saison 2000/01 erreichte er in Whistler mit Platz 16 im Riesenslalom seine beste Platzierung im Weltcup und bei den Snowboard-Weltmeisterschaften 2001 in Madonna di Campiglio den 30. Platz im Riesenslalom sowie den 20. Rang im Parallelslalom. Seinen 13. und damit letzten Weltcup bei der FIS absolvierte er im März 2001 in Ruka, welchen er auf dem 33. Platz im Parallel-Riesenslalom beendete.